# Бејпорт (Њујорк)
Бејпорт (енгл. Bayport) насељено је место без административног статуса у америчкој савезној држави Њујорк.

## Демографија
По попису из 2010. године број становника је 8.896, што је 234 (2,7%) становника више него 2000. године.
| Група             | 2000.         | 2010.         |
| Белци             | 8.080 (93,3%) | 8.072 (90,7%) |
| Афроамериканци    | 77 (0,9%)     | 128 (1,4%)    |
| Азијати           | 102 (1,2%)    | 151 (1,7%)    |
| Хиспаноамериканци | 340 (3,9%)    | 470 (5,3%)    |
| Укупно            | 8.662         | 8.896         |